# Rudolf Fitzner
Rudolf Fitzner, född 4 maj 1868 i Ernstbrunn i Österrike, död 2 februari 1934 i Maxglan i nuvarande Salzburg, var en österrikisk violinist och musiklärare.
Fitzner utbildade sig vid musikkonservatoriet i Wien där han bland annat studerade för Anton Bruckner och violin för Jakob Moritz Grün.
År 1894 grundade han stråkkvartetten Fitznerkvartetten tillsammans med Max Weissgärber, andraviolin, Otto Zert, viola, och Friedrich Buxbaum, violoncell. Kvartetten var verksam till 1929.